# Музей Тейлора
Музей Тейлора (нидерл. Teylers Museum) — естественно-научный музей в городе Харлем (Нидерланды), основанный в 1778 году в целях просвещения. Старейший среди публичных музеев страны.

## История

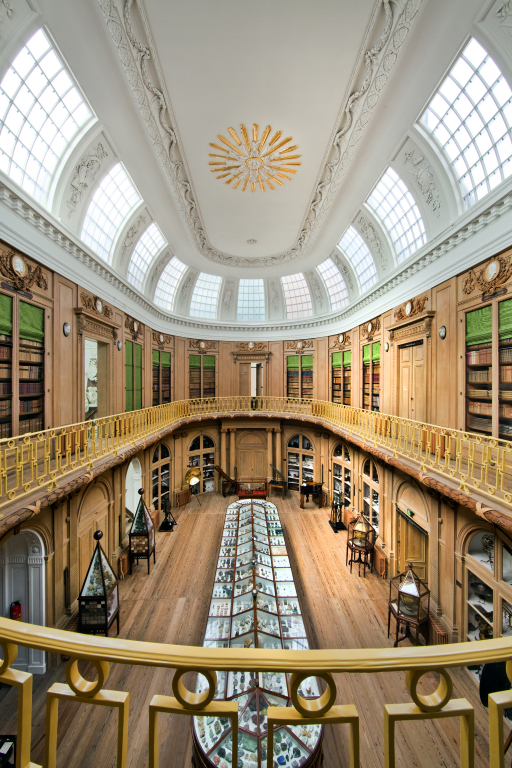
Овальный зал

В здании, сейчас отведённом музею, некогда жил Питер Тейлор ван дер Хюлст (1702—1778), фабрикант и банкир шотландского происхождения. Будучи приверженцем Просвещения, он проявлял большой интерес к развитию науки и искусства. Всю свою коллекцию и состояние он завещал Обществу Тейлора, одной из целей которого было продвижение науки и искусства.
Наследие Тейлора было разделено на три части: на религиозные, научные цели и на цели искусства (управляющие организации были известны как первое, второе и третье общество). У каждого общества было 5 опекунов, которые были обязаны встречаться раз в неделю (и, следовательно, все они жили в Харлеме).

## Коллекция
В музее собраны картины и рисунки, включая работы Микеланджело, Рафаэля, Рембрандта, Гольциуса и Лоррена. Музей Тейлера хранит почти все офорты Рембрандта. Многими жемчужинами своей художественной коллекции музей обязан Вейбранду Хендриксу, художнику-портретисту, в течение 35 лет бывшему куратором музея.
Здесь также находится уникальная коллекция окаменелостей (включая первого археоптерикса), научные (физические) инструменты, минералы, медали и монеты.
Библиотека музея, построенная в 1826 году, содержит историческую коллекцию естественнонаучных книг и журналов 18-го и 19-го веков.
Музей насчитывает 12 выставочных залов. Ежегодно его посещают около 100 000 человек.
Музей является членом European Botanical and Horticultural Libraries Group (EBHL).
В 2011 году музей был номинирован на статус Культурного наследия ЮНЕСКО.
Рядом с музеем расположен Дворик Тейлора, также названный в честь Питера Тейлера и спроектированный тем же архитектором, что работал над самой стильной частью музея — Овальным залом.
При музее имеется собственная обсерватория.